# Дракула. Сквозь века
«Дракула. Сквозь века» — оригинальный российский рок-мюзикл по мотивам романа Брэма Стокера Дракула. Создатели мюзикла — Константин и Анна Скрипалёвы (музыка и либретто), Андрей Пляскин (либретто), Современный театр антрепризы.
Премьера состоялась 14 октября 2023 года в Москве в театре Терезы Дуровой. Премьера состоялась 17-18 октября в Санкт-Петербурге в ДК «Выборгский».
Мюзикл успешно гастролирует по городам: Москва, Санкт-Петербург, Зеленоград, Ростов-на-Дону, Владимир, Иваново, Коломна, Волгоград, Ставрополь, Самара, Нижний Новгород.

## Сюжет
Мюзикл «Дракула» по мотивам романа Брэма Стокера. Сюжет повествует о юной Мине, за душу которой разворачивается нешуточная борьба между Дракулой и Джонатаном – её женихом. Главным смыслом мюзикла стала любовь и путь к свету.
В попытках вернуть свою трагически погибшую жену Элизабет Влад Цепеш отворачивается от Света и Бога превращаясь в вампира. Спустя несколько столетий случай сводит его с похожей как две капли воды на Элизабет девушкой Миной. Что победит: любовь или тьма?

## Роли и исполнители
| Персонаж                   | Москва (2019)                                                                   |
| -------------------------- | ------------------------------------------------------------------------------- |
| Дракула. Влад Цепеш        | Дмитрий Бозин, Константин Скрипалёв                                             |
| Вильгельмина (Мина) Мёррей | Дарья Бурлюкало, Анна Позднякова                                                |
| Джонатан Харкер            | Константин Скрипалёв, Дмитрий Воробьёв, Евгений Егоров, Юрий Бессонов           |
| Люси Вэстенра              | Наталия Быстрова, Анастасия Иванова                                             |
| Абрахам Ван Хельсинг       | Никита Шилкин, Александр Бобров, Константин Скрипалёв                           |
| Рейна                      | Анна Скрипалёва, Ирина Лесных                                                   |
| Р.М. Ренфилд               | Юрий Бессонов, Константин Барышников                                            |
| Вампиршы                   | Жанна Можарова, Франческа Кочиеру, Екатерина Абрамова                           |
| Вампиры                    | Арман Сексембаев, Никита Кучихидзе, Денис Титов, Матвей Упоров, Марат Кандаулов |
| Тени                       | Олег Мазуренко, Виктор Мазуренко                                                |

- Премьерный состав 14 октября 2023 (Москва)[19][20]
  - Дракула. Влад Цепеш — Дмитрий Бозин
  - Вильгельмина (Мина) Мёррей — Дарья Бурлюкало
  - Джонатан Харкер — Константин Скрипалёв
  - Люси Вэстенра — Наталия Быстрова
  - Абрахам Ван Хельсинг — Никита Шилкин
  - Рейна — Анна Скрипалёва
  - Р.М. Ренфилд — Юрий Бессонов

### Постановочная команда
- - Режиссер, соавтор либретто — Андрей Пляскин
  - Автор идеи, композитор, соавтор либретто — Анна Скрипалёва
  - Композитор, соавтор либретто — Константин Скрипалёв
  - Хореограф — Екатерина Никольская
  - Художник-сценограф — Константин Розанов
  - Продюсер — Альберт Могинов
  - Постановка боевых сцен — Виктор и Олег Мазуренко

## Премии
16 декабря 2024 года исполнитель роли Джонатана Харкера — Евгений Егоров стал лауреатом XVII Международной общественной премии зрительских симпатий «Звезда Театрала» в номинации «Лучшая мужская роль второго плана».